# Grand Prix de la ville d'Angoulême

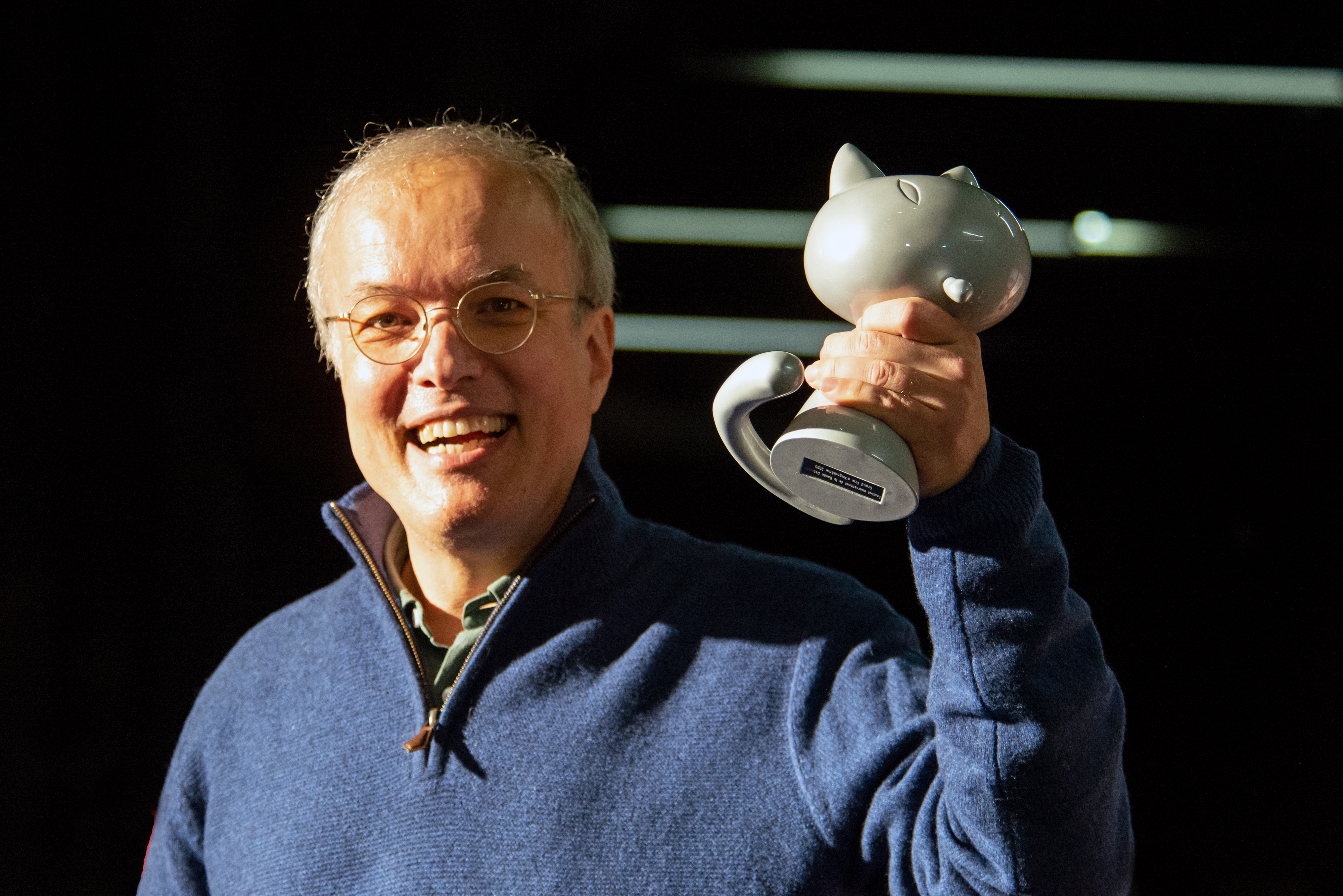
Emmanuel Guibert, winnaar van de Grand Prix in 2020

De Grand Prix de la ville d'Angoulême is een jaarlijkse prijs die uitgereikt wordt op het Internationaal stripfestival van Angoulême aan een auteur van voor het geheel van zijn oeuvre en voor zijn bijdrage aan het stripverhaal.  Het is de gewoonte dat de winnaar het daaropvolgend jaar voorzitter wordt van de jury van het festival. Een paar maal werden bijkomende prijzen toegekend, bij gelegenheid van jubileumedities van het festival.

## Lijst van de laureaten
| Jaar                  | Auteur                 | Nationaliteit       | Taal              | Geboortejaar(-jaar overlijden) |
| --------------------- | ---------------------- | ------------------- | ----------------- | ------------------------------ |
| 1974                  | André Franquin         | België              | Frans             | 1924-1997                      |
| 1975                  | Will Eisner            | Verenigde Staten    | Engels            | 1917-2005                      |
| 1976                  | Pellos                 | Frankrijk           | Frans             | 1900-1998                      |
| 1977                  | Jijé                   | België              | Frans             | 1914-1980                      |
| 1978                  | Jean-Marc Reiser       | Frankrijk           | Frans             | 1941-1983                      |
| 1979                  | Marijac                | Frankrijk           | Frans             | 1908-1994                      |
| 1980                  | Fred                   | Frankrijk           | Frans             | 1931-2013                      |
| 1981                  | Moebius                | Frankrijk           | Frans             | 1938-2012                      |
| 1982                  | Paul Gillon            | Frankrijk           | Frans             | 1926-2011                      |
| 1983                  | Jean-Claude Forest     | Frankrijk           | Frans             | 1930-1998                      |
| 1983 (10e editie)     | Claire Bretécher       | Frankrijk           | Frans             | 1940-2020                      |
| 1984                  | Jean-Claude Mézières   | Frankrijk           | Frans             | 1938                           |
| 1985                  | Jacques Tardi          | Frankrijk           | Frans             | 1946                           |
| 1986                  | Jacques Lob            | Frankrijk           | Frans             | 1932-1990                      |
| 1987                  | Enki Bilal             | Frankrijk           | Frans             | 1951                           |
| 1988                  | Philippe Druillet      | Frankrijk           | Frans             | 1944                           |
| 1988 (15e editie)     | Hugo Pratt             | Italië              | Italiaans         | 1927-1995                      |
| 1989                  | René Pétillon          | Frankrijk           | Frans             | 1945-2018                      |
| 1990                  | Max Cabanes            | Frankrijk           | Frans             | 1947                           |
| 1991                  | Gotlib                 | Frankrijk           | Frans             | 1934-2016                      |
| 1992                  | Frank Margerin         | Frankrijk           | Frans             | 1952                           |
| 1992 (20e editie)     | Morris                 | België              | Frans             | 1923-2001                      |
| 1993                  | Gérard Lauzier         | Frankrijk           | Frans             | 1932-2008                      |
| 1994                  | Nikita Mandryka        | Frankrijk           | Frans             | 1940-2021                      |
| 1995                  | Philippe Vuillemin     | Frankrijk           | Frans             | 1958                           |
| 1996                  | André Juillard         | Frankrijk           | Frans             | 1948                           |
| 1997                  | Daniel Goossens        | Frankrijk           | Frans             | 1954                           |
| 1998                  | François Boucq         | Frankrijk           | Frans             | 1955                           |
| 1999                  | Robert Crumb           | Verenigde Staten    | Engels            | 1943                           |
| 1999 (eeuwfeestprijs) | Albert Uderzo          | Frankrijk           | Frans             | 1927-2020                      |
| 2000                  | Florence Cestac        | Frankrijk           | Frans             | 1949                           |
| 2001                  | Martin Veyron          | Frankrijk           | Frans             | 1950                           |
| 2002                  | François Schuiten      | België              | Frans             | 1956                           |
| 2003                  | Régis Loisel           | Frankrijk           | Frans             | 1951                           |
| 2004                  | Zep                    | Zwitserland         | Frans             | 1967                           |
| 2004 (30e editie)     | Joann Sfar             | Frankrijk           | Frans             | 1971                           |
| 2005                  | Georges Wolinski       | Frankrijk           | Frans             | 1934-2015                      |
| 2006                  | Lewis Trondheim        | Frankrijk           | Frans             | 1964                           |
| 2007                  | José Muñoz             | Argentinië          | Spaans            | 1942                           |
| 2008                  | Dupuy - Berberian      | Frankrijk           | Frans             | 1960 en 1959                   |
| 2009                  | Blutch                 | Frankrijk           | Frans             | 1967                           |
| 2010                  | Baru                   | Frankrijk           | Frans             | 1947                           |
| 2011                  | Art Spiegelman         | Verenigde Staten    | Engels            | 1948                           |
| 2012                  | Jean-Claude Denis      | Frankrijk           | Frans             | 1951                           |
| 2013                  | Bernard Willem Holtrop | Nederland           | Nederlands, Frans | 1941                           |
| 2013 (40e editie)     | Akira Toriyama         | Japan               | Japans            | 1955                           |
| 2014                  | Bill Watterson         | Verenigde Staten    | Engels            | 1958                           |
| 2015                  | Katsuhiro Otomo        | Japan               | Japans            | 1954                           |
| 2016                  | Hermann Huppen         | België              | Frans             | 1938                           |
| 2017                  | Cosey                  | Zwitserland         | Frans             | 1950                           |
| 2018                  | Richard Corben         | Verenigde Staten    | Engels            | 1940-2020                      |
| 2019                  | Rumiko Takahashi       | Japan               | Japans            | 1957                           |
| 2020                  | Emmanuel Guibert       | Frankrijk           | Frans             | 1964                           |
| 2021                  | Chris Ware             | Verenigde Staten    | Engels            | 1967                           |
| 2022                  | Julie Doucet           | Canada              | Frans             | 1965                           |
| 2023                  | Riad Sattouf           | Frankrijk           | Frans             | 1978                           |
| 2024                  | Posy Simmonds          | Verenigd Koninkrijk | Engels            | 1945                           |
| 2025                  | Anouk Ricard           | Frankrijk           | Frans             | 1970                           |